# At War with Satan
Albums de Venom
Black Metal
(1982) Possessed
(1985)
At War With Satan est le troisième album studio du groupe de heavy metal britannique Venom. L'album est sorti en avril 1984 sur le label Neat Records.
Cet album faisant suite au succès critique et commercial de l'album Black Metal, il fut un prétexte pour le groupe d'essayer de se renouveler.
Plutôt que de vouloir à tout prix reproduire la recette qui avait fait le succès de l'album précédent, Venom a cherché à innover à sa manière en s'inspirant des groupes de metal progressif et en produisant un album-concept.
Le pari était risqué, et le résultat obtenu n'a pas convaincu tout le monde : la première face du disque était composée d'une seule piste d'une durée de vingt minutes, la seconde présentant plusieurs pistes plus conventionnelles.
Cet album a été remastérisé et réédité en 2002 par Sanctuary Records.

## Liste des morceaux
1. At War With Satan - 19:56
2. Rip Ride - 3:08
3. Genocide - 2:58
4. Cry Wolf - 4:19
5. Stand Up (And Be Counted) - 3:31
6. Women, Leather And Hell - 3:21
7. Aaaaaargghh - 2:24

## Musiciens
- Cronos (Conrad Lant) : chant, basse
- Mantas (Jeffrey Dunn) : guitare
- Abaddon (Anthony Bray) : batterie